# Paul Grümmer
Pour les articles homonymes, voir Grümmer.
Paul Grümmer est un violoncelliste et professeur de musique allemand, né le 26 février 1879 à Gera (principauté Reuss branche cadette) et mort le 30 octobre 1965 à Zoug.

## Biographie
Il a suivi ses études au Conservatoire de Leipzig et a eu comme professeur le violoncelliste Julius Klengel. 
Il a ensuite été un membre important du Quatuor Busch, fondé par le violoniste Adolf Busch. 
Parmi ses élèves, se trouvait notamment le violoncelliste et chef d'orchestre allemand Nikolaus Harnoncourt. Il a écrit des ouvrages didactiques sur la musique.

## Publications
- Les Bases de la technique et de la virtuosité du violoncelle, Universal Edition, Vienne, 1942.
- Nouveaux exercices quotidiens d'harmonie pour violoncelle, Bote & Bock, Berlin, 1954.